# Trallery
Trallery ist ein spanisches Thrash-Metal-Trio aus Palma de Mallorca. Es erreichte einen Plattenvertrag bei Xtreem Music, wo 2013 das Debüt erschien und 2019 das dritte Album.

## Stil
Die Gruppe hat ihre ersten Schritte als Metallica-Coverband getätigt, was dem Thrash Metal des Debüts noch anzuhören war. Über die nächsten beiden Alben wurde der Stil leicht verändert, so dass Anleihen an die Herangehensweise von Lamb of God zu hören sind.

## Diskografie
- 2013: Catalepsy
- 2016: Spiritless
- 2019: Isolation